# Daniel Bylsma
Daniel Brian Bylsma, dit Dan Bylsma, (né le 19 septembre 1970 à Grand Haven, Michigan aux États-Unis) est un joueur professionnel américain devenu entraîneur de hockey sur glace.

## Biographie

### Carrière de joueur
Il fut sélectionné par les Jets de Winnipeg lors du repêchage de la Ligue nationale de hockey de 1989. Au lieu de se joindre à l'organisation manitobaine, il préfère poursuivre son stage universitaire. Au terme de ses quatre saisons avec les Falcons de l'Université d'État de Bowling Green, il se joint aux River Rats d'Albany de la Ligue américaine de hockey et termina la saison avec les Hawks de Moncton.
Au cours de l'été qui suit, il signe un contrat avec les Kings de Los Angeles. Il demeure avec cette organisation, et ses clubs affiliés, jusqu'en 2000. Il signe alors un nouveau contrat avec un autre club californien, les Mighty Ducks d'Anaheim. Il y termine sa carrière au terme de la saison 2003-2004.

### Carrière d'entraîneur
Il commence sa carrière d'entraîneur à titre d'adjoint avec les Mighty Ducks de Cincinnati de la Ligue américaine de hockey lors de la saison 2004-2005. La saison suivante, il occupe le même poste mais cette fois dans la Ligue nationale de hockey avec les Islanders de New York. En 2007-2008, il est engagé par les Penguins de Wilkes-Barre/Scranton et occupe le poste d'adjoint une saison avant de devenir l'entraîneur-chef en 2008-2009.
Lors de cette saison, il est appelé à remplacer Michel Therrien à la barre des Penguins de Pittsburgh en février. Il réussit à mener son équipe à une deuxième participation consécutive à la finale de la Coupe Stanley face aux vainqueurs de 2007-2008, les Red Wings de Détroit. Les Penguins sortent vainqueurs en sept parties de la finale et Bylsma devient le quatorzième entraîneur recrue de l'histoire à mettre la main sur le précieux trophée. À l'issue de la saison 2010-2011, il est un des nommés pour recevoir le trophée Jack-Adams du meilleur entraîneur de la saison ; il est en concurrence avec Alain Vigneault des Canucks de Vancouver et Barry Trotz des Predators de Nashville mais finalement remporte le trophée.
Le 22 avril 2013, il remporte sa 200e victoire dans la LNH lors d'un succès 3-1 contre les Sénateurs d'Ottawa. Il est alors l'entraîneur le plus « rapide » à atteindre cette barre avec 316 rencontres dans la LNH, battant alors le record de 326 établis par Bruce Boudreau.
Il est nommé entraîneur de l'équipe américaine pour les Jeux olympiques de Sotchi 2014. Son équipe finit deuxième du classement du premier tour mais perd en demi-finale contre le Canada 1-0 puis contre la Finlande, pour la médaille de bronze, 5-0.
Le 6 juin 2014, il a été congédié par les Penguins de Pittsburgh.
Il devient, le 28 mai 2015, le 17e entraîneur-chef dans l'histoire des Sabres de Buffalo. Il succède ainsi à Ted Nolan derrière le banc. Il est finalement limogé le 20 avril 2017.

## Statistiques
| Saison     | Équipe                     | Ligue      |     | Saison régulière | Saison régulière | Saison régulière | Saison régulière | Saison régulière |   | Séries éliminatoires | Séries éliminatoires | Séries éliminatoires | Séries éliminatoires | Séries éliminatoires |
| Saison     | Équipe                     | Ligue      | PJ  | B                | A                | Pts              | Pun              | PJ               | B | A                    | Pts                  | Pun                  |                      |                      |
| 1986-1987  | Blades de Oakville         | OHA-B      | 10  | 4                | 9                | 13               | 21               | -                | - | -                    | -                    | -                    |                      |                      |
| 1986-1987  | Lincolns de St. Mary's     | OHA-B      | 27  | 14               | 28               | 42               | 21               | -                | - | -                    | -                    | -                    |                      |                      |
| 1987-1988  | Lincolns de St. Mary's     | OHA-B      | 40  | 30               | 39               | 69               | 33               | 8                | 8 | 18                   | 26                   | -                    |                      |                      |
| 1988-1989  | Falcons de Bowling Green   | NCAA       | 39  | 4                | 7                | 11               | 16               | -                | - | -                    | -                    | -                    |                      |                      |
| 1989-1990  | Falcons de Bowling Green   | NCAA       | 44  | 13               | 17               | 30               | 32               | -                | - | -                    | -                    | -                    |                      |                      |
| 1990-1991  | Falcons de Bowling Green   | NCAA       | 40  | 9                | 12               | 21               | 48               | -                | - | -                    | -                    | -                    |                      |                      |
| 1991-1992  | Falcons de Bowling Green   | NCAA       | 34  | 11               | 14               | 25               | 24               | -                | - | -                    | -                    | -                    |                      |                      |
| 1992-1993  | Monarchs de Greensboro     | ECHL       | 60  | 25               | 35               | 60               | 66               | 1                | 0 | 1                    | 1                    | 10                   |                      |                      |
| 1992-1993  | Americans de Rochester     | LAH        | 2   | 0                | 1                | 1                | 0                | -                | - | -                    | -                    | -                    |                      |                      |
| 1993-1994  | Monarchs de Greensboro     | ECHL       | 25  | 14               | 16               | 30               | 52               | -                | - | -                    | -                    | -                    |                      |                      |
| 1993-1994  | River Rats d'Albany        | LAH        | 3   | 0                | 1                | 1                | 2                | -                | - | -                    | -                    | -                    |                      |                      |
| 1993-1994  | Hawks de Moncton           | LAH        | 50  | 12               | 16               | 28               | 25               | 21               | 3 | 4                    | 7                    | 31                   |                      |                      |
| 1994-1995  | Roadrunners de Phoenix     | LIH        | 81  | 19               | 23               | 42               | 41               | 9                | 4 | 4                    | 8                    | 4                    |                      |                      |
| 1995-1996  | Roadrunners de Phoenix     | LIH        | 78  | 22               | 20               | 42               | 48               | 4                | 1 | 0                    | 1                    | 2                    |                      |                      |
| 1995-1996  | Kings de Los Angeles       | LNH        | 4   | 0                | 0                | 0                | 0                | -                | - | -                    | -                    | -                    |                      |                      |
| 1996-1997  | Kings de Los Angeles       | LNH        | 79  | 3                | 6                | 9                | 32               | -                | - | -                    | -                    | -                    |                      |                      |
| 1997-1998  | Ice Dogs de Long Beach     | LIH        | 8   | 2                | 3                | 5                | 0                | -                | - | -                    | -                    | -                    |                      |                      |
| 1997-1998  | Kings de Los Angeles       | LNH        | 65  | 3                | 9                | 12               | 33               | 2                | 0 | 0                    | 0                    | 0                    |                      |                      |
| 1998-1999  | Falcons de Springfield     | LAH        | 2   | 0                | 2                | 2                | 2                | -                | - | -                    | -                    | -                    |                      |                      |
| 1998-1999  | Ice Dogs de Long Beach     | LIH        | 58  | 10               | 8                | 18               | 53               | 4                | 0 | 0                    | 0                    | 8                    |                      |                      |
| 1998-1999  | Kings de Los Angeles       | LNH        | 8   | 0                | 0                | 0                | 2                | -                | - | -                    | -                    | -                    |                      |                      |
| 1999-2000  | Lock Monsters de Lowell    | LAH        | 2   | 1                | 1                | 2                | 2                | -                | - | -                    | -                    | -                    |                      |                      |
| 1999-2000  | Ice Dogs de Long Beach     | LIH        | 6   | 0                | 3                | 3                | 2                | -                | - | -                    | -                    | -                    |                      |                      |
| 1999-2000  | Kings de Los Angeles       | LNH        | 64  | 3                | 6                | 9                | 55               | 3                | 0 | 0                    | 0                    | 0                    |                      |                      |
| 2000-2001  | Mighty Ducks d'Anaheim     | LNH        | 82  | 1                | 9                | 10               | 22               | -                | - | -                    | -                    | -                    |                      |                      |
| 2001-2002  | Mighty Ducks d'Anaheim     | LNH        | 77  | 8                | 9                | 17               | 28               | -                | - | -                    | -                    | -                    |                      |                      |
| 2002-2003  | Mighty Ducks d'Anaheim     | LNH        | 39  | 1                | 4                | 5                | 12               | 11               | 0 | 1                    | 1                    | 2                    |                      |                      |
| 2003-2004  | Mighty Ducks de Cincinnati | LAH        | 36  | 3                | 3                | 6                | 53               | 8                | 1 | 1                    | 2                    | 4                    |                      |                      |
| 2003-2004  | Mighty Ducks d'Anaheim     | LNH        | 11  | 0                | 0                | 0                | 0                | -                | - | -                    | -                    | -                    |                      |                      |
| Totaux LNH | Totaux LNH                 | Totaux LNH | 429 | 19               | 43               | 62               | 184              | 16               | 0 | 1                    | 1                    | 2                    |                      |                      |

### Entraineur-chef
| Saison    | Équipe                            | Ligue |                   | PJ                | V                 | D                 | N                 | Pr                | % V                                     |  | Séries éliminatoires |
| 2008-2009 | Penguins de Wilkes-Barre/Scranton | LAH   | 54                | 35                | 16                | 1                 | 2                 | 67,6              | Embauché dans la LNH en cours de saison |  |                      |
| 2008-2009 | Penguins de Pittsburgh            | LNH   | 25                | 18                | 3                 | -                 | 4                 | 80,0              | Remporte la Coupe Stanley               |  |                      |
| 2009-2010 | Penguins de Pittsburgh            | LNH   | 82                | 47                | 28                | -                 | 7                 | 61,6              | Éliminés au 2e tour                     |  |                      |
| 2010-2011 | Penguins de Pittsburgh            | LNH   | 82                | 49                | 25                | -                 | 8                 | 64,6              | Éliminés au 1er tour                    |  |                      |
| 2011-2012 | Penguins de Pittsburgh            | LNH   | 82                | 51                | 25                | -                 | 6                 | 65,9              | Éliminés au 1er tour                    |  |                      |
| 2012-2013 | Penguins de Pittsburgh            | LNH   | 48                | 36                | 12                | -                 | 0                 | 75,0              | Éliminés au 3e tour                     |  |                      |
| 2013-2014 | Penguins de Pittsburgh            | LNH   | 82                | 51                | 24                | -                 | 7                 | 66,5              | Éliminés au 2e tour                     |  |                      |
| 2015-2016 | Sabres de Buffalo                 | LNH   | 82                | 35                | 36                | -                 | 11                | 49,4              | Non qualifiés                           |  |                      |
| 2016-2017 | Sabres de Buffalo                 | LNH   | 82                | 33                | 37                | -                 | 12                | 47,6              | Non qualifiés                           |  |                      |
| 2022-2023 | Firebirds de Coachella Valley     | LAH   | 72                | 48                | 17                | -                 | 7                 | 71,5              | Finalistes                              |  |                      |
| 2023-2024 | Firebirds de Coachella Valley     | LAH   | 72                | 46                | 15                | -                 | 11                | 71,5              | Finalistes                              |  |                      |
| 2024-2025 | Kraken de Seattle                 | LNH   | Saison en cours ? | Saison en cours ? | Saison en cours ? | Saison en cours ? | Saison en cours ? | Saison en cours ? | Saison en cours ?                       |  |                      |

## Trophées et honneurs personnels
Ligue nationale de hockey
- 2009 : remporte la Coupe Stanley en tant qu'entraîneur-chef des Penguins de Pittsburgh
- 2011 : récipiendaire du trophée Jack-Adams

## Transactions en carrière
- 7 juillet 1994 : signe un contrat comme agent libre avec les Kings de Los Angeles.
- 13 juillet 2000 : signe un contrat comme agent libre avec les Mighty Ducks d'Anaheim.